# Paracielo

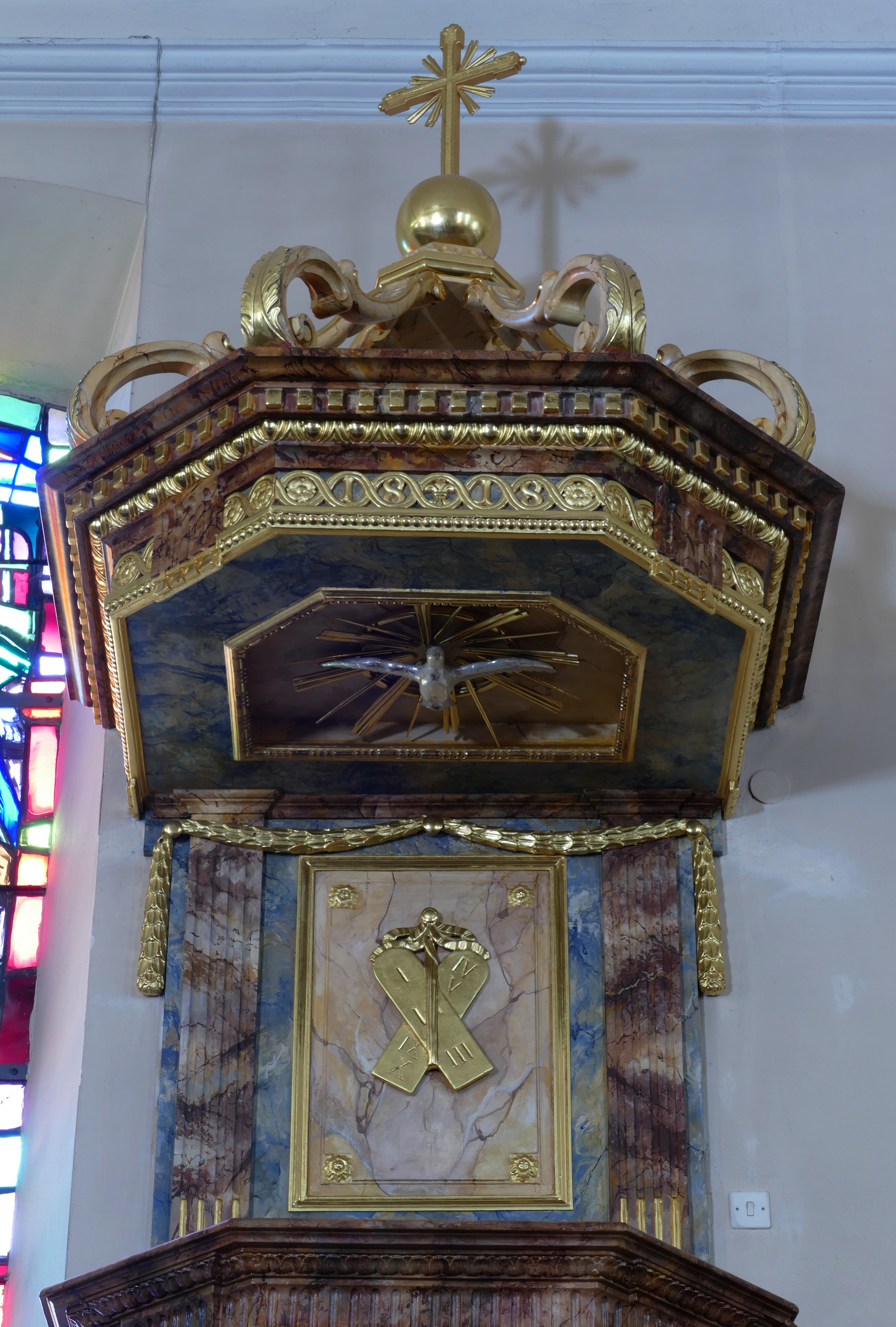
Paracielo del pulpito della chiesa di Saint-Martin, a Dachstein (Alsazia).

Il paracielo (detto spesso anche "baldacchino") è una copertura rotonda o quadrata o poligonale che sovrasta il pulpito con la funzione di riflettere la voce dell'oratore verso l'uditorio. Esso è costruito e decorato in armonia con la decorazione del pulpito. Spesso, la sua parte inferiore, soffitto del pulpito, riporta una decorazione che ha al suo centro, o che lo occupa interamente, la figura di una colomba, rappresentazione cristiana dello Spirito Santo.

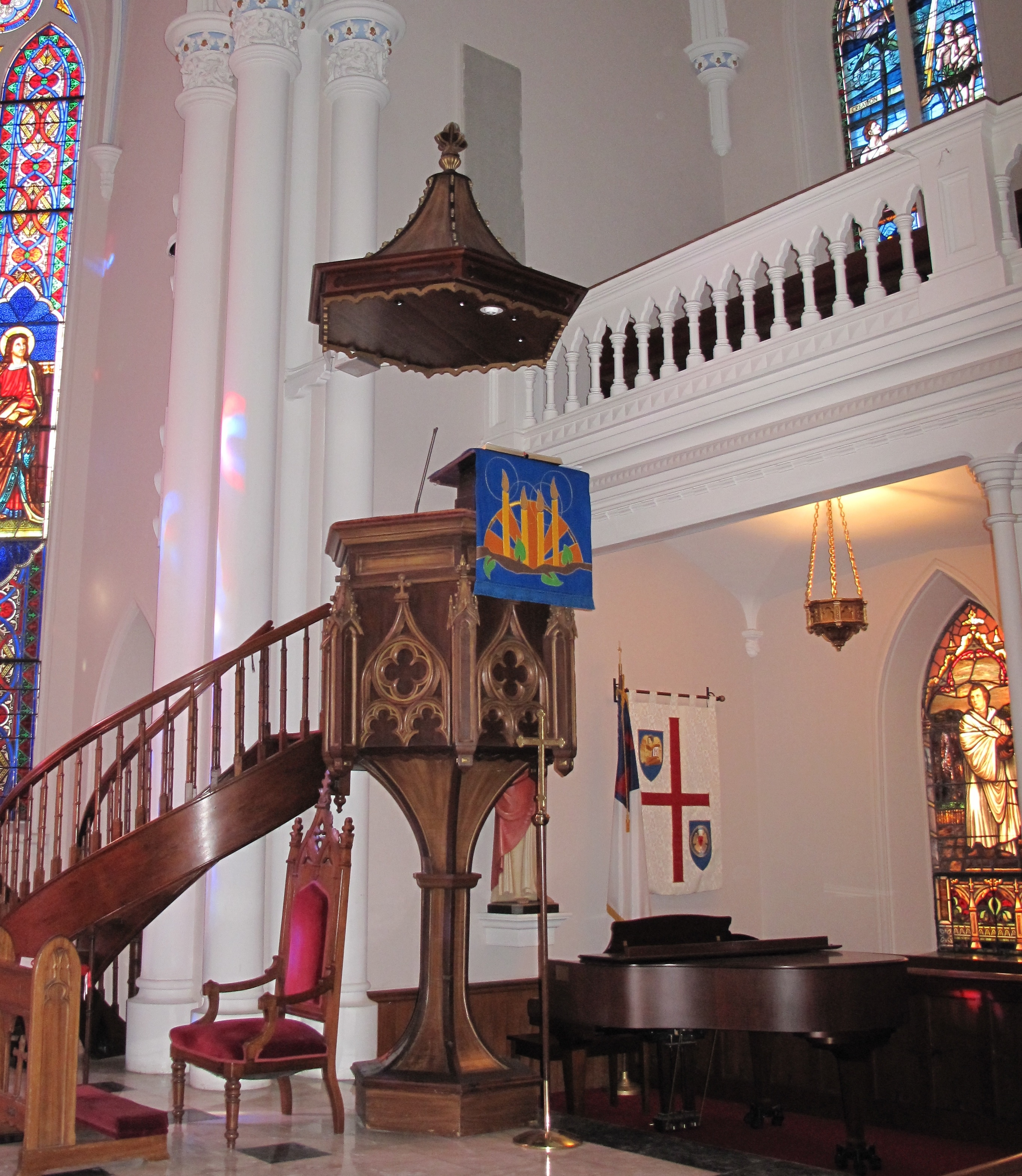
Pulpito a "calice" con paracielo nella chiesa evangelica luterana di San Matteo a Charleston, SC (USA)
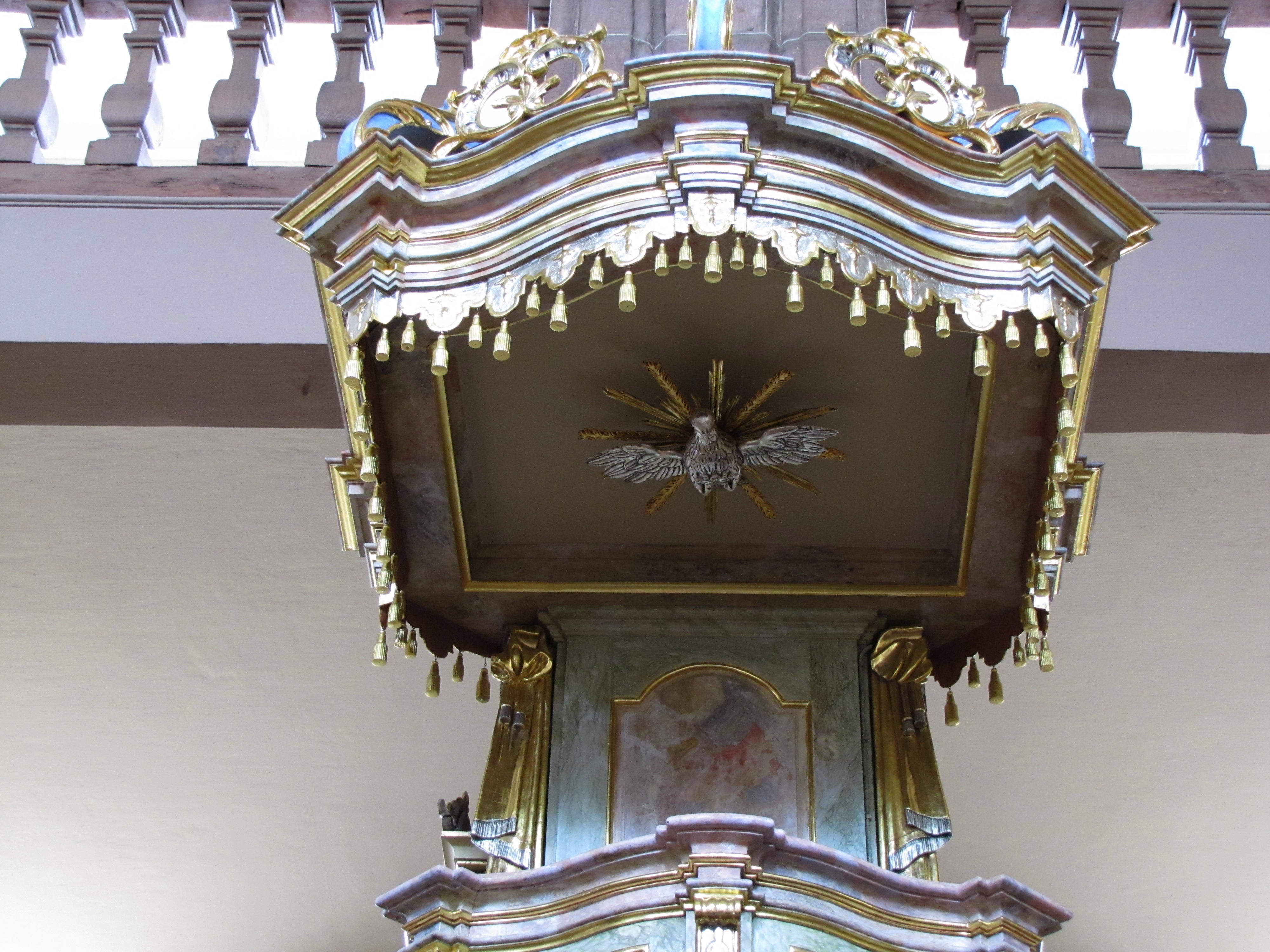
Paracielo del pulpito della chiesa di Saint-Georges de Châtenois a  Châtenois, (Alsazia, Francia)
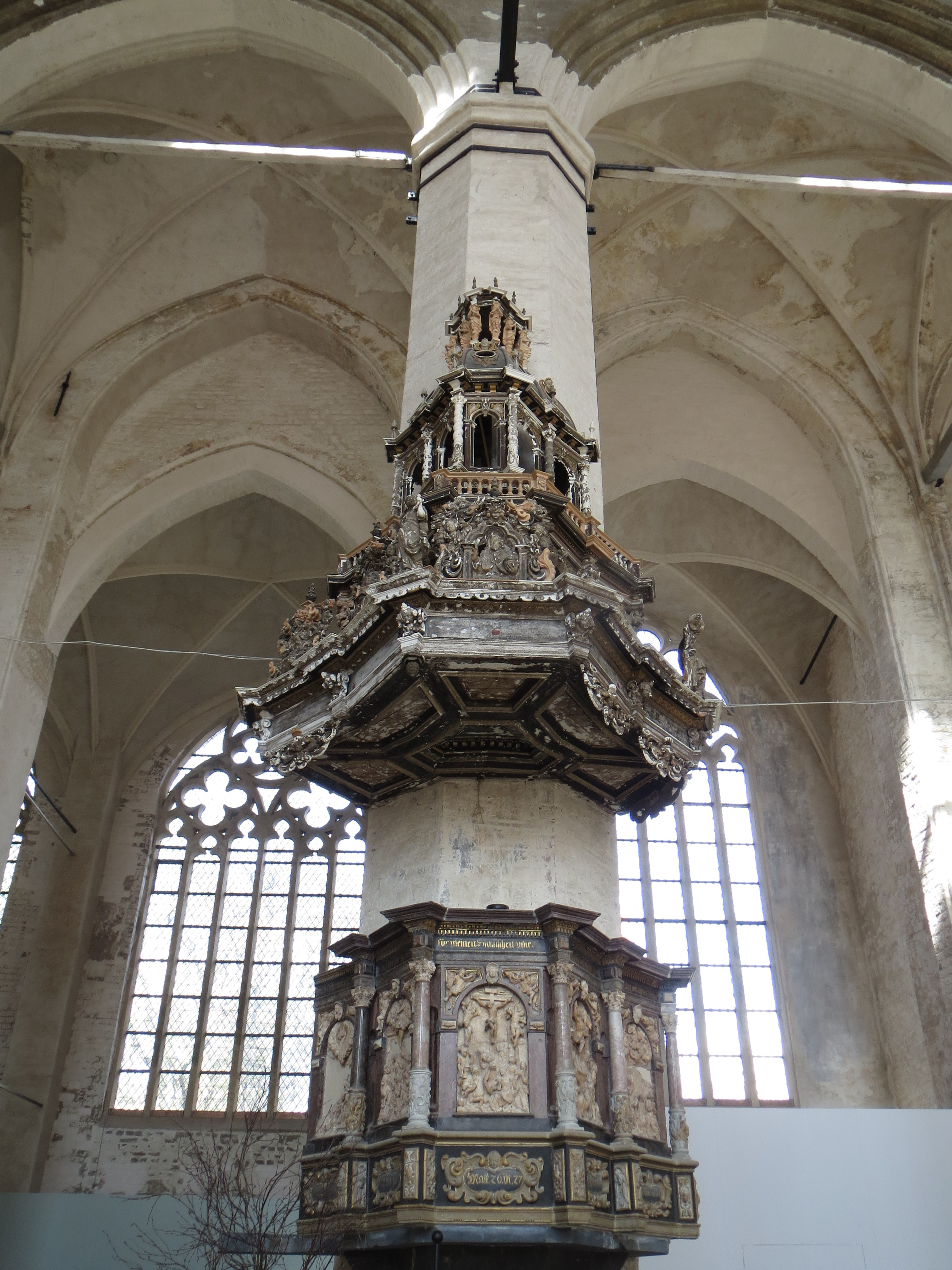
Pulpito con paracielo nella  chiesa di San Giacomo a Stralsund, in Germania.
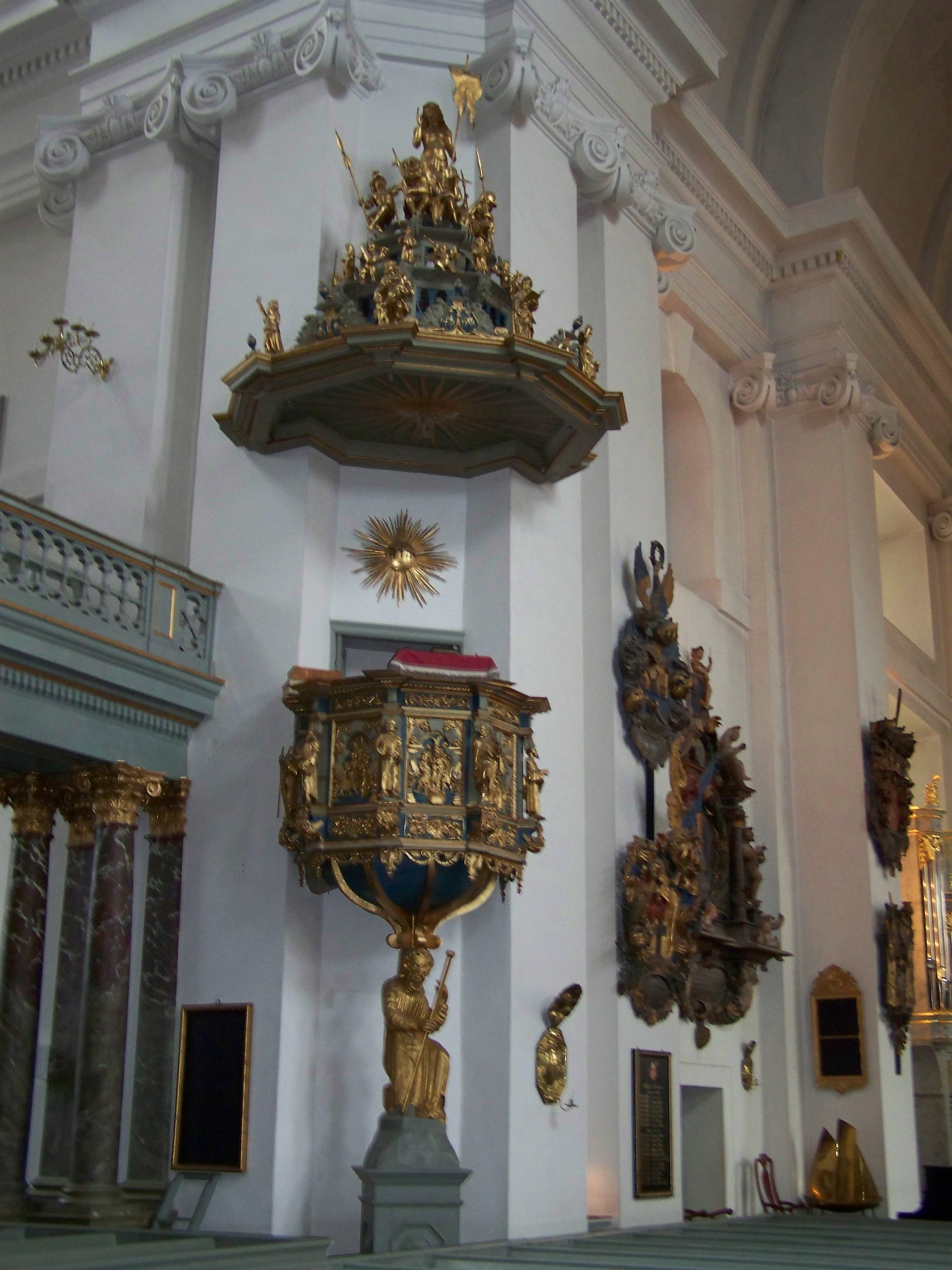
Pulpito con paracielo nella Cattedrale luterana di Kalmar (Kalmar, Svezia)
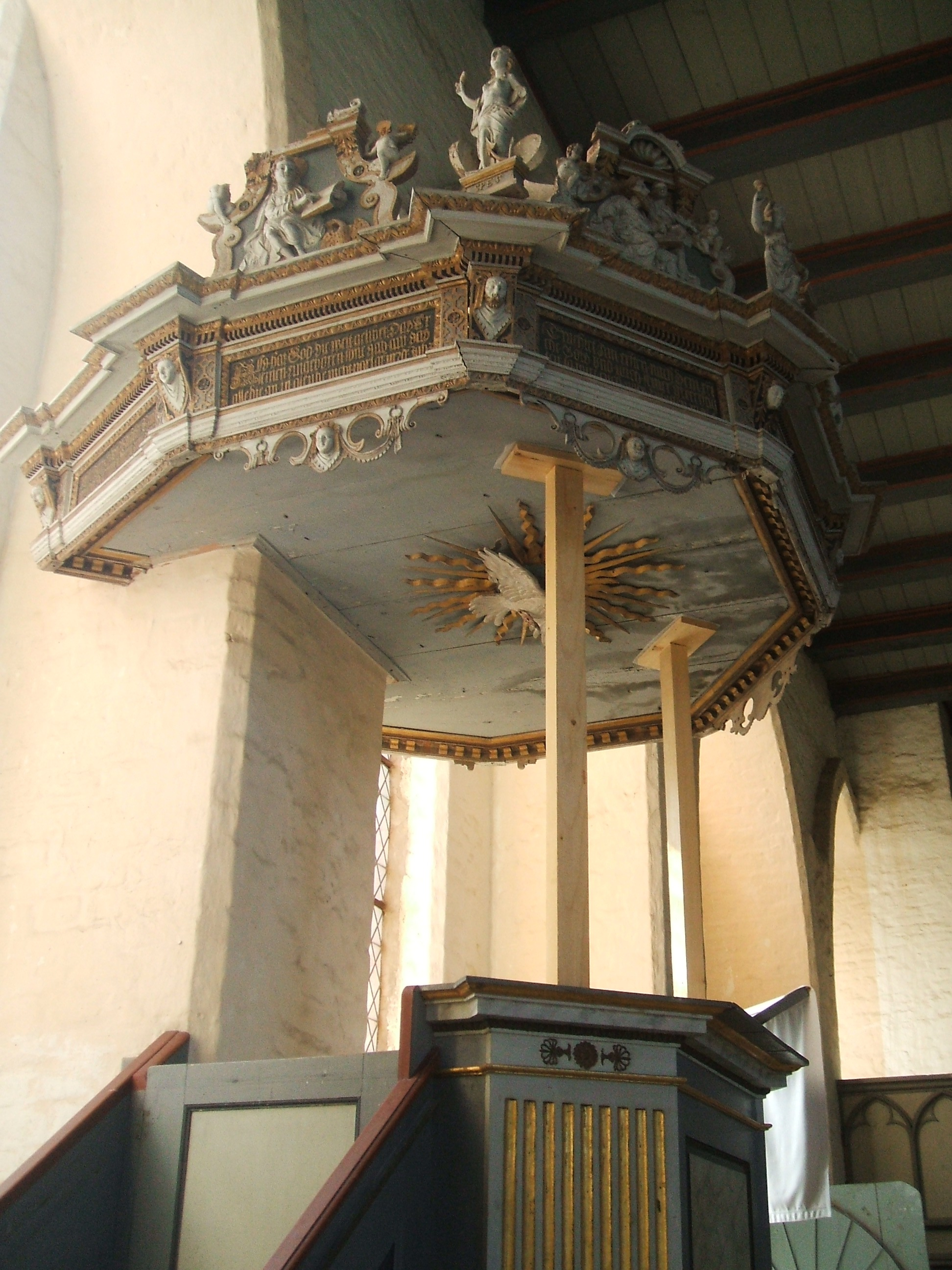
Paracielo nella chiesa evangelica locale di Voigdehagen, quartiere di Stralsund, in Germania.
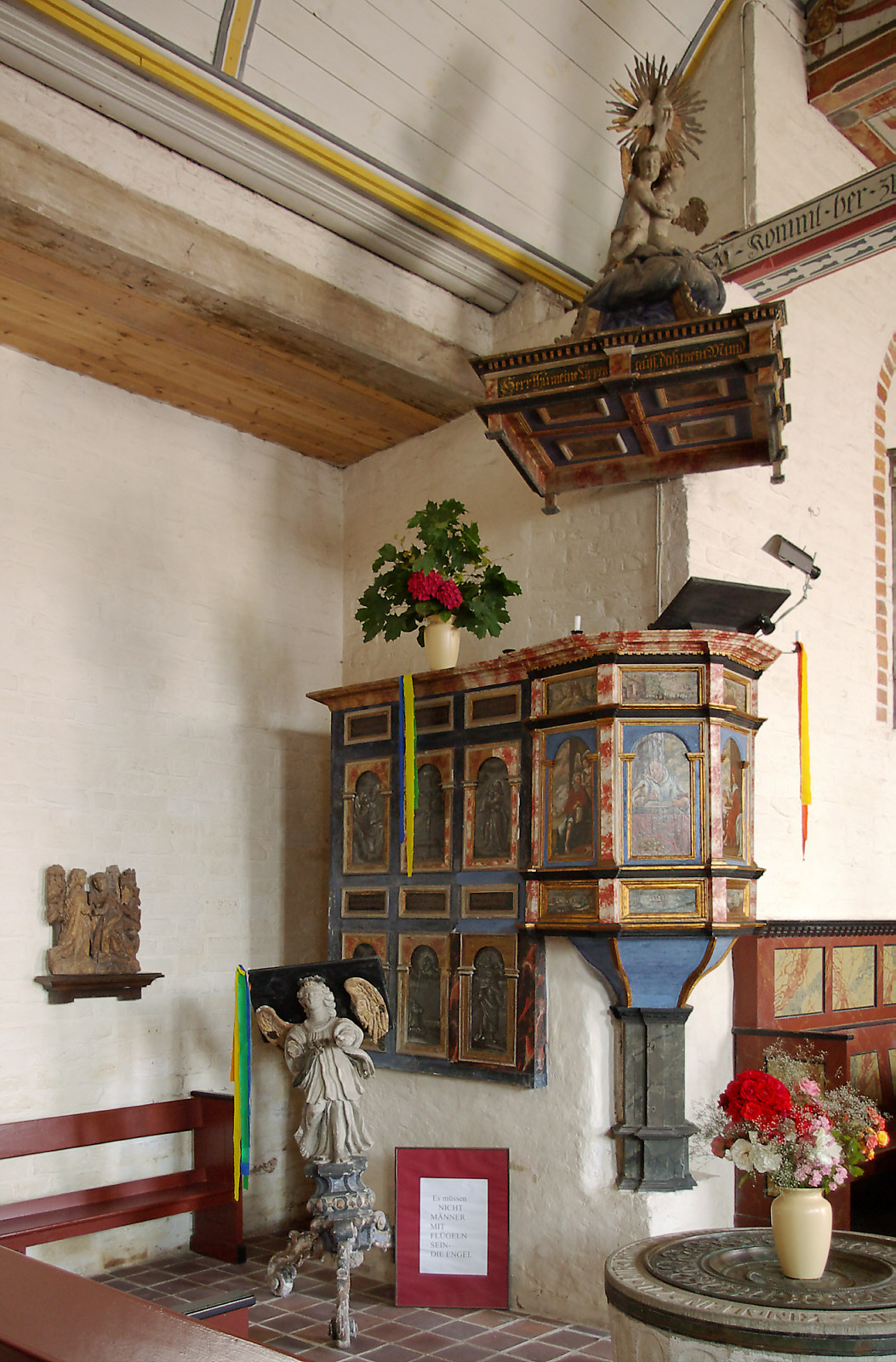
Pulpito con paracielo quadrato nella chiesa di San Nicola ad  Altefähr (isola di Rügen, Germania)
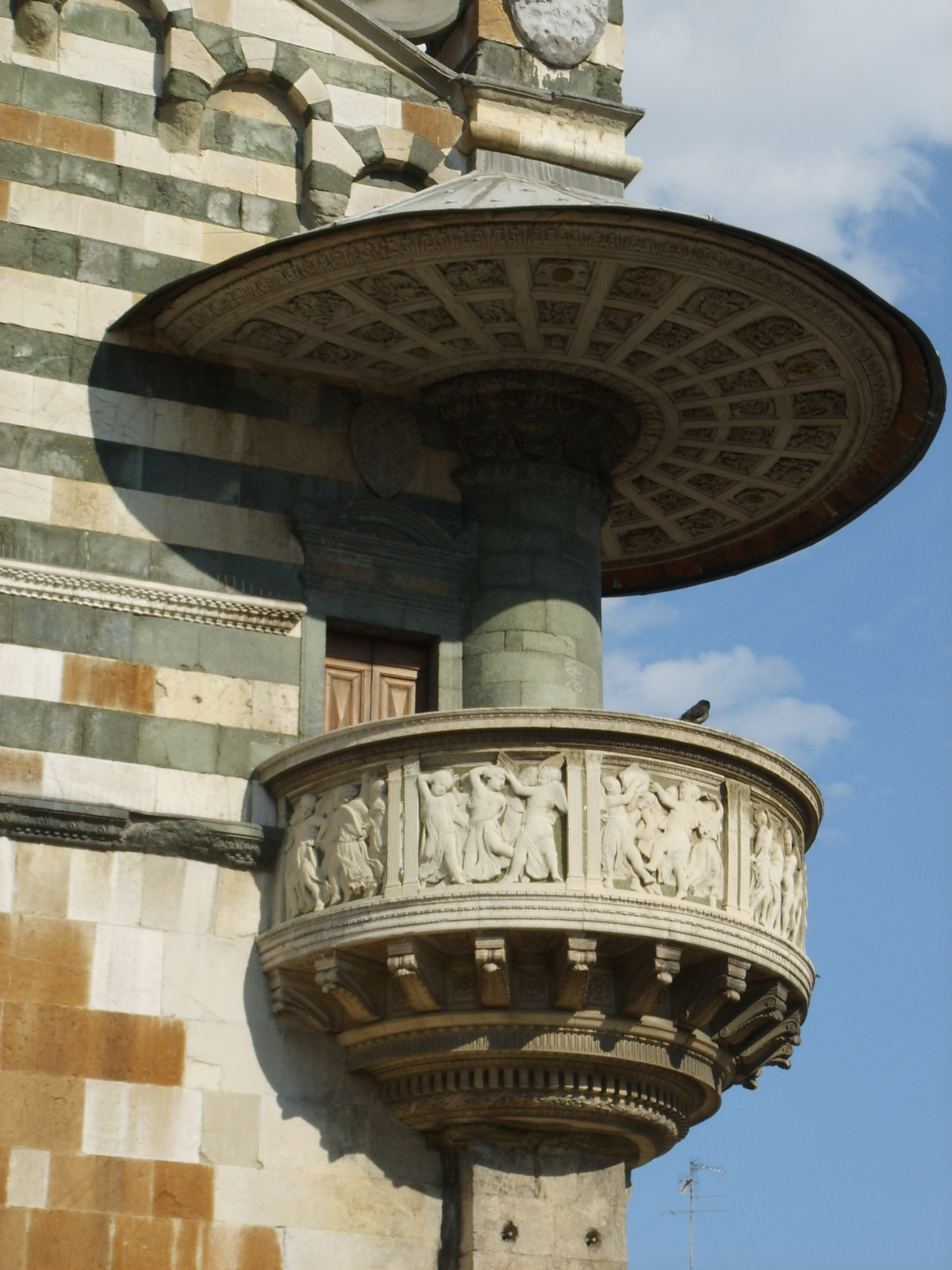
Pulpito esterno del Duomo di Prato con paracielo